# Horné Trhovište
Horné Trhovište és un poble i municipi d'Eslovàquia que es troba a la regió de Trnava, a l'oest del país.

## Història
La primera menció escrita de la vila es remunta al 1156.

## Demografia
| Godina             | 1994 | 2004   | 2014    | 2024   |
| ------------------ | ---- | ------ | ------- | ------ |
| Nombre de persones | 578  | 548    | 604     | 574    |
| Diferència         |      | −5,19% | +10,21% | −4,96% |

| Godina             | 2023 | 2024   |
| ------------------ | ---- | ------ |
| Nombre de persones | 578  | 574    |
| Diferència         |      | −0,69% |